# Tokyo Verdy
Tokyo Verdy 1969 (jap. 東京ヴェルディ1969 Tōkyō Verudi 1969) – japoński klub piłkarski z siedzibą w mieście Inagi, w aglomeracji tokijskiej. Aktualnie grający w J1 League. Na początku nazwa zespołu brzmiała Yomiuri F.C. Pierwszy profesjonalny mistrz swego kraju.

## Sukcesy
- Mistrz Azjatyckiej Ligi Mistrzów: 1988.
- Mistrz Japonii: 1993, 1994.
- Wicemistrz Japonii: 1995.
- Superpuchar Japonii: 1994, 1995, 2005.
- Superpuchar Japonii (2): 1997.
- Puchar Cesarza: 1996, 2004.
- Puchar Ligi: 1992, 1993, 1994.